# Stadion Za Místním nádražím
Het Stadion Za Místním nádražím (Nederlands: Stadion achter het Lokale Station) is een voetbalstadion in de Tsjechische stad Prostějov. Het stadion is de thuishaven van de Fotbalová národní liga-club 1. SK Prostějov, die hier sinds 2003 speelt, en TJ Haná Prostějov. In het verleden hebben ook SK Slavoj Prostějov en SK Rolný Prostějov van het stadion gebruik gemaakt. Het stadion is vernoemd naar het nabijgelegen station Prostějov místní nádraží. In het seizoen 2023/24 wordt het stadion verbouwd om aan de licentie-eisen voor 1e liga-voetbal te voldoen.
Andrův stadion (SK Sigma Olomouc) ·
Ďolíček (Bohemians Praag 1905) ·
Fotbalový stadion Střelecký ostrov (SK Dynamo České Budějovice) ·
Letní stadion (FK Pardubice) ·
Malšovická aréna (FC Hradec Králové) ·
Městský stadion (MFK Karviná) ·
Městský stadion (FK Mladá Boleslav) ·
Městský stadion v Ostravě-Vítkovicích (FC Baník Ostrava) ·
Městský fotbalový stadion Miroslava Valenty (1. FC Slovácko) ·
Na Julisce (FK Dukla Praag) ·
Stadion Na Stínadlech (FK Teplice) ·
Fortuna arena (SK Slavia Praag) ·
Stadion města Plzně (FC Viktoria Pilsen) ·
Stadion Sparty na Letné (AC Sparta Praag) ·
Stadion Střelnice (FK Jablonec) ·
Stadion u Nisy (FC Slovan Liberec)
Andrův stadion (SK Sigma Olomouc „B“) ·
Letná (FC Zlín) ·
Městský fotbalový stadion Srbská (FC Zbrojovka Brno) ·
Městský stadion (Slezský FC Opava) ·
Městský stadion v Kotlině (FK Varnsdorf) ·
Městský stadion v Ostravě-Vítkovicích (FC Baník Ostrava „B“) ·
Hřiště v Kvapilově ulici (FC Silon Táborsko) ·
Sportovní areál Drnovice (MFK Vyškov) ·
Sportovní areál Na Chvalech (SK Slavia Praag "B") ·
Stadion FK Viktoria Žižkov (FK Viktoria Žižkov / AC Sparta Praag „B“) · 
Stadion SK Líšeň (SK Líšeň 2019) ·
Stadion v Jiráskově ulici (FC Vysočina Jihlava) ·
Stadion v Kollárově ulici (FC Sellier & Bellot Vlašim) ·
Stadion Za Místním nádražím (1. SK Prostějov) ·
Stadion Za Vodojemem (MFK Chrudim) ·
Stadion Evžena Rošického · Strahovstadion